# Скочув
Скочув (пол. Skoczów, нем. Skotschau, чеш. Skočov) — город на юге Польши, входящий в Цешинский повят Силезского воеводства. Имеет статус городско-сельской гмины. Население города, по площади равному 10 км², в 2019 году составляло около 14 400 человек.

## История
Статус города Скочув получил до 1327 года. С конца XIII века по 1526 год он входил в состав Королевства Богемия, в качестве одной из части владений силезских Пястов, после чего, вплоть до 1918 года, город находился под властью австро-венгерской короны. Период конца XIX — начала XX века для города ознаменовался бурным экономическим ростом, обусловленным строительством суконной фабрики и соединением Скочува с другими городами железной дорогой.